# 诗刊
- 關於徐志摩、陈梦家、方玮德等人1931年创办的同名杂志，請見「诗刊 (1931年)」。
- 關於1941年在延安创办的同名杂志，請見「诗刊 (1941年)」。

《诗刊》是中华人民共和国第一份全国性诗歌专门刊物，创刊于1957年1月，由中国作家协会主管，中国作家出版集团主办，诗刊社编辑出版。文化大革命时期曾停刊，1976年1月经毛泽东批示“同意”复刊。臧克家为《诗刊》首任主编。

## 延伸阅读
- 连敏：《<诗刊>(1957～1964)研究》（郑州：河南人民出版社，2010）